# 古塚正治

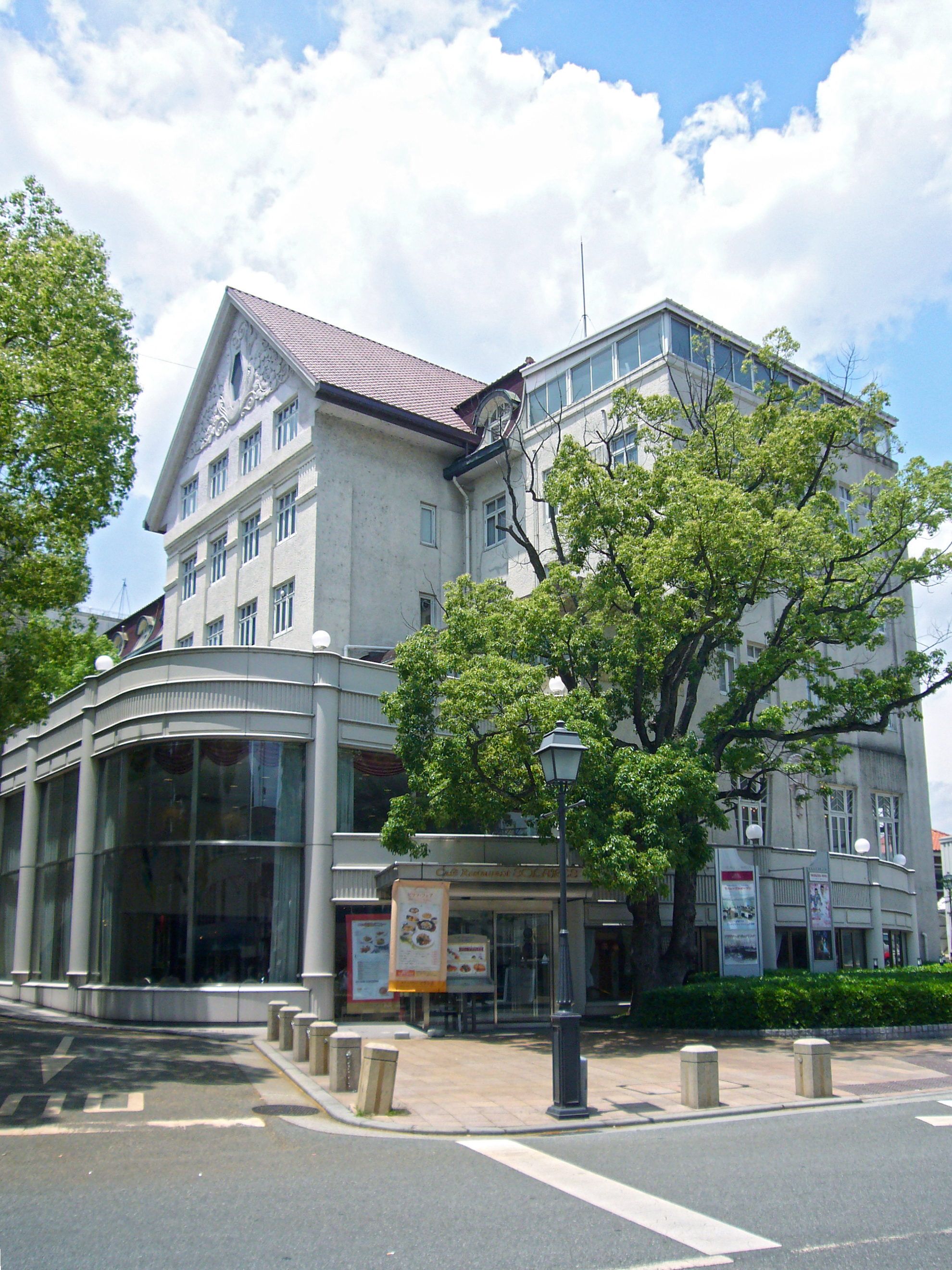
宝塚ホテル旧館

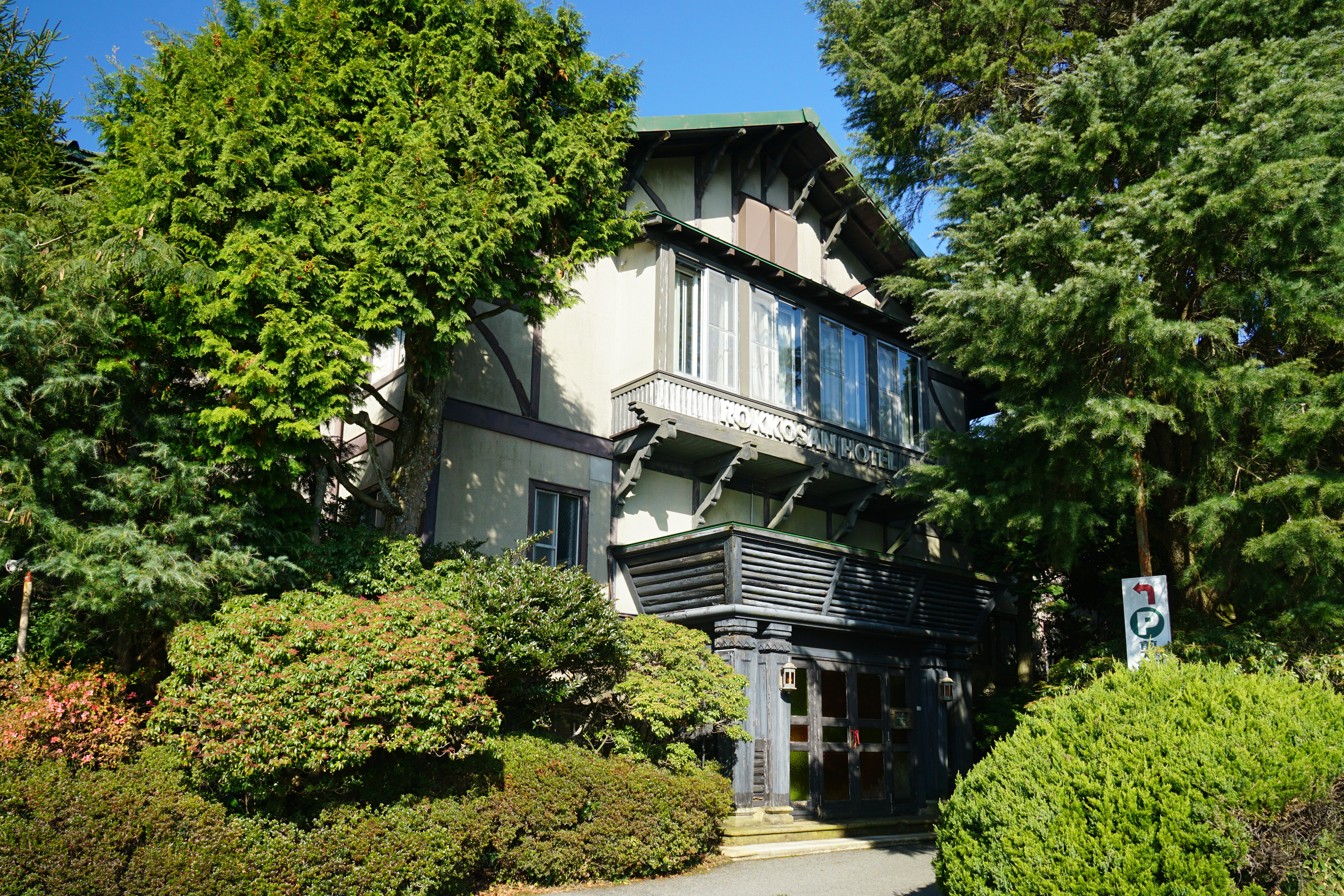
六甲山ホテル旧館

古塚 正治（ふるづか まさはる、1892年 - 1976年）は日本の建築家。
阪神間モダニズムを代表する建築家の一人。

## 略歴
- 1915年（大正4年） - 早稲田大学理工学部建築学科卒業、宮内省内匠寮勤務
- 1923年（大正12年） - 兵庫県西宮市内に建築設計事務所を開く。神戸高等工業学校（現神戸大学工学部）講師就任

## 主な作品
- 正司家住宅洋館（宝塚市） - 1918年頃竣工の洋館（同時期竣工の和館もあり）、国の登録有形文化財、NHK「ふたりっ子」撮影地。旧徳田邸とも呼ばれる。
- 宝塚ホテル（宝塚市） - 1926年竣工
- 旧八馬汽船株式会社 多聞ビルディング（西宮市） - 1928年竣工
- 西宮市庁舎（西宮市） - 1928年竣工
- 六甲山ホテル（神戸市） - 1929年竣工
- 尼崎信用組合本店（尼崎市） - 1930年竣工
- 東洋精機株式会社本館事務所（尼崎市） - 1941年竣工、国の登録有形文化財